# Млекопитателница
Млекопитателница је назив за икону Пресвете Богородице, коју је донео Свети Сава из манастира Светог Саве Освећеног код Јерусалима, и положио је у своју Посницу на Кареји у Светој гори.